# Miss France 1939
 (février 2016).
Si vous disposez d'ouvrages ou d'articles de référence ou si vous connaissez des sites web de qualité traitant du thème abordé ici, merci de compléter l'article en donnant les références utiles à sa vérifiabilité et en les liant à la section « Notes et références ».
Miss France 1939 est la 15e édition de Miss France, remportée par Ginette Catriens.

## Conditions requises pour participer à l'élection
Les candidates doivent être âgées de 18 à 28 ans. Elles doivent être de préférence artistes de la chanson ou danseuses.

## Déroulement
La cérémonie se déroule l'après-midi dans les salons du journal Comœdia[réf. nécessaire]. Ginette Catriens est choisie parmi douze candidates[réf. nécessaire]. Elle est élue Miss France le 23 avril 1939, à Paris. Le jury, réuni Faubourg Saint-Honoré, était présidé par le peintre Kees van Dongen[réf. nécessaire].

## Prix
La gagnante empoche par la même occasion la somme de 50000 francs.

## Composition du jury
Le président est Kees Van Dongen[réf. nécessaire].
Le jury est composé de peintres comme Barchet, Brunelleschi, Domergue, Brisgand, Georges Scott, Emile Baës, Beltram Masses, Cappiello; de sculpteurs comme Maillard ou La Monaca; d'un photographe, Gaston Manuel; de journalistes comme Henri de Weindel et du directeur de Comœdia Jean de Rovéra.

## Classement final
| Résultat final   | Candidate        | Région             |
| ---------------- | ---------------- | ------------------ |
| Miss France 1939 | Ginette Catriens | Miss Île-de-France |
| 1re dauphine     |                  | Miss Littoral Nord |
| 2e dauphine      |                  | Miss Guadeloupe    |
| 3e dauphine      |                  | Miss Valenciennes  |
| 4e dauphine      |                  | Miss Alsace        |